# Cassa Depositi e Prestiti
La Cassa Depositi e Prestiti (in sigla CDP), nota anche semplicemente come Gruppo CDP, è una delle principali istituzioni finanziarie dello Stato italiano, sotto forma di società per azioni a controllo pubblico. La maggioranza delle azioni (circa l'83%) è detenuta dal Ministero dell'economia e delle finanze, seguito per circa il 16% da diverse fondazioni di origine bancaria.
La principale fonte di raccolta delle risorse finanziarie è costituita da tutto il risparmio postale italiano che CDP gestisce dal 1875 tramite Poste italiane. A quest'ultimo, pari a 290 miliardi, in rialzo del 2% rispetto a fine 2023, si aggiunge la raccolta obbligazionaria effettuata sui mercati, sia presso investitori istituzionali, sia al dettaglio. Il principale impiego delle risorse finanziarie è rappresentato dai prestiti verso lo Stato italiano e le amministrazioni locali, dall'investimento nel capitale di rischio di imprese italiane che operano anche all'estero e dalla partecipazione in progetti immobiliari, infrastrutturali e finanziari ritenuti strategici per lo sviluppo dell'economia nazionale (intervento pubblico nell'economia). Dal 1º gennaio 2016, CDP - assumendo la qualifica di Istituto Nazionale di Promozione - è stata coinvolta nell’attuazione del Piano Juncker come intermediario del Gruppo BEI. Successivamente il Gruppo CDP si è accreditato come Implementig Partner della Commissione Europea ed ha avuto per la prima volta accesso diretto ai Fondi Europei tramite il Programma InvestEU. Nel luglio 2022 CDP è stato il primo Istituto di Promozione in Europa a firmare un accordo in ambito InvestEU Advisory e nell‘ottobre 2022 il primo a siglare un accordo di Garanzia. Il Gruppo CDP è attivo inoltre in diversi programmi europei tra cui il CEF (Connecting Europe Facility) e il TSI (Technical support instrument).
CDP nel perseguire i suoi compiti collabora con le principali istituzioni economiche e finanziarie che operano a livello internazionale e si coordina con gli enti che svolgono un ruolo analogo in altri paesi europei, come la tedesca KfW e la Caisse des dépôts et consignations francese, all'interno dello European Long Term Investors (ELTI), associazione che riunisce i principali istituti nazionali di promozione europei (compresa la Banca Europea per gli Investimenti), e il D20 Long-Term Investors Club (D20-LTIC), club che riunisce gli investitori istituzionali di lungo periodo.

## Storia
L'ente venne creato inizialmente col nome di Cassa Piemontese, con la legge del parlamento del Regno di Sardegna n 1097 del 18 novembre 1850. La principale finalità era la mobilizzazione di capitali pervenuti allo Stato attraverso canali di raccolta del risparmio privato per opere di pubblica utilità. Nel 1857 subì una prima riorganizzazione sotto l'impulso del primo governo Cavour.
Dopo l'unità d'Italia, nel 1863 iniziò ad incorporare le analoghe Casse presenti negli Stati progressivamente confluiti nel regno e segue, con la propria sede, gli spostamenti della capitale Italiana, prima a Firenze e poi a Roma. L'attività progressivamente si espanse, con la comparsa di nuovi strumenti di raccolta del risparmio, i cui proventi vennero utilizzati per gli scopi istituzionali della CDP, per esempio la realizzazione della linea ferroviaria diretta Roma Napoli.
Nel 1875 il ministro delle finanze Quintino Sella creò le casse di risparmio postali, che utilizzavano la rete degli uffici postali per raccogliere il risparmio degli strati sociali meno agiati, che non avevano accesso alle banche, soprattutto nelle campagne: i depositi avvenivano mediante libretti di risparmio postale. Nel 1896 iniziò l'emissione delle cosiddette Cartelle postali, forma di titoli di debito pubblico destinata al consolidamento del deficit degli enti pubblici locali e due anni dopo la Cassa venne trasformata in una direzione generale del Ministero del tesoro.
Su iniziativa di Francesco Saverio Nitti nel 1919 fu fondato il Crediop, di cui la CDP deteneva la maggiore partecipazione. Analogamente, nel 1924 la Cassa partecipò alla costituzione dell'ICIPU. Nel 1924 vennero emessi per la prima volta i buoni fruttiferi postali, titoli a rendimento fisso e garantito, di piccolo taglio, tali da raccogliere anche investimenti minimi; l'emissione ebbe un tale successo che, per un certo periodo, viene addirittura sospesa l'emissione dei Buoni Ordinari del Tesoro. L'anno successivo furono emessi Buoni Fruttiferi Postali anche in dollari e sterline, soprattutto ad uso degli emigranti.
Tra il 1931 e il 1933, CDP sottoscrisse il capitale costitutivo di altri due enti, l’IMI e l’IRI, entrambi dedicati al sostegno dell’economia italiana a seguito della crisi del 1929.
Nel secondo dopoguerra, Cassa Depositi e Prestiti si occupò di sostenere la ricostruzione delle infrastrutture italiane andate distrutte durante il conflitto o a causa di eventi naturali, quali l’alluvione del Polesine nel 1951, il disastro del Vajont nel 1963 e il terremoto del Belice nel 1968.
Con il tempo cambia anche la forma giuridica della Cassa Depositi e Prestiti che, nata come detto in forma di banca, sia pure sotto l'egida dello Stato, si trasforma prima in una direzione generale del Ministero del tesoro (1898), per divenire poi pienamente autonoma con la promulgazione della legge 13 maggio 1983 n. 197, ed avere quindi il riconoscimento di una propria personalità giuridica, distinta da quella dello Stato, con la legge 19 marzo 1993 n. 68.
Il decreto legge 30 settembre 2003 n. 269 la trasformò in società per azioni subentrando nei diritti e negli obblighi dell'ente; la norma inoltre stabilì che con decreto ministeriale venissero disciplinate le funzioni e le attività della nuova società. La disciplina venne poi emanata con Decreto del Ministero dell'economia e delle finanze 5 dicembre 2003. Ciò consentì l'entrata nell'azionariato di 65 fondazioni bancarie alle quali vennero assegnate delle azioni privilegiate pari al 30% del capitale sociale.
Con il 1º gennaio 2006 cambia ancora la struttura operativa, in quanto Cassa Depositi e Prestiti ha effettuato l'incorporazione della società Infrastrutture S.p.A., che era stata costituita dalla stessa CDP nel 2002 allo scopo di finanziare, sotto diverse forme, la realizzazione di infrastrutture e di grandi opere pubbliche. L’ambito di operatività comprende settori diversi: dalla grande industria alla cooperazione internazionale, dallo sviluppo della piccola e media impresa al supporto della loro crescita dimensionale e dell’internazionalizzazione, dal sostegno agli enti pubblici alla gestione del patrimonio immobiliare, dal rilancio delle infrastrutture materiali e immateriali all’agevolazione dell’efficienza energetica e del trasferimento tecnologico.
Nello stesso anno CDP riceve inoltre la classificazione di Istituzione finanziaria e monetaria da parte della Banca centrale europea, come la francese CDC e la tedesca KfW.
Nel 2009 CDP ha promosso il fondo Marguerite per l'efficientamento energetico di comuni e infrastrutture, assieme alla BEI e ad altre istituzioni finanziarie europee, mentre nel 2012 è stato ufficialmente costituito il Gruppo CDP, a seguito delle acquisizioni di SACE, Simest e Fintecna.
A seguito della legge 11 agosto 2014 n. 125, a Cassa Depositi e Prestiti è stato attribuito il ruolo di Istituzione Finanziaria Italiana per la Cooperazione allo Sviluppo, mentre con la Legge di Stabilità 2016, è stata anche designata Istituto Nazionale di Promozione, per sviluppare il Piano Juncker in Italia. CDP è stata così abilitata a investire e gestire fondi e finanziare soggetti pubblici e privati nei paesi in via di sviluppo.
Da marzo 2022, SACE non è più parte del Gruppo CDP, a seguito della cessione al Ministero dell’economia e delle finanze della partecipazione detenuta in essa.

## Vigilanza
Sebbene svolga attività creditizia, la Cassa Depositi e Prestiti s.p.a. (CDP) per legge è sottoposta al controllo del Parlamento e della Corte dei Conti in luogo della vigilanza della Banca d’Italia.

### Controllo parlamentare.
Il Parlamento esercita la sorveglianza tramite la Commissione per la vigilanza sulla Cassa Depositi e Prestiti (art. 1, comma 3 della l. 13.5.1983 n. 197 di ristrutturazione della Cassa). In realtà la commissione comprende componenti di origine parlamentare e togati. È composta da 4 Senatori, 4 Deputati, 3 Consiglieri di Stato e 1 Consigliere della Corte dei Conti, scelti dalle rispettive Camere e dai Presidenti degli Istituti di appartenenza, nominati all’inizio di ogni legislatura. La Commissione può procedere a tutte le verifiche ritenute necessarie, anche sulle situazioni contabili quadrimestrali predisposte dalla CDP (le verifiche e le relative valutazioni sono autonome da quelle della Corte dei Conti), presenta annualmente al Parlamento una relazione sulla “direzione morale” e sulla “situazione materiale” della Cassa e ne approva i rendiconti consuntivi di tutte le gestioni che, previa parifica da parte della Corte dei conti, sono trasmessi in allegato alla predetta relazione al Parlamento entro l’anno successivo a quello di riferimento. Di fatto, per il ritardo della Commissione nei suoi lavori, esistono sfasature di 1-2 anni rispetto alla corrispondente relazione della Corte dei conti (che riferisce invece tempestivamente al Parlamento) e i due sistemi di controllo non procedono integrati così come era previsto dalla legge.

### Controllo della Corte dei conti.
Prima della l. 13.5.1983 n. 197 la CDP costituiva una Direzione generale a ordinamento autonomo del Ministero del Tesoro, e quindi il controllo era di competenza della Sezione di controllo sullo Stato.  L’art. 12 della l. 13.5.1983 n. 197 ha attribuito il controllo alla Sezione enti locali della Corte dei Conti che è oggi competente a deliberare sul rendiconto della Cassa. L’art. 12 è stato abrogato dall’art. 6 del d.lg. 30.7.1999 n. 284 (di riordino della CDP) che però ne conserva inalterata la prescrizione che la Sezione enti locali entro il 31 dicembre di ciascun anno comunichi ai Presidenti delle Camere il piano delle rilevazioni e i criteri di esame, ed entro il 31 luglio successivo riferisca al Parlamento sui risultati dell’esame compiuto e sulla gestione e sul buon andamento della gestione amministrativa. Lo stesso articolo ha stabilito che i decreti ministeriali sulle condizioni della raccolta e degli impieghi sono esclusi dal controllo preventivo di legittimità della Corte (in applicazione dell’art. 3, comma 13, della l. 14.1.1994 n. 20, per le quali tale controllo non si esercita sugli atti e sui provvedimenti emanati nelle materie monetaria, creditizia, mobiliare e valutaria).

## Caratteristiche principali del Gruppo
Il gruppo CDP ha fra le sue attività principali i prestiti verso gli enti locali e le imprese, la partecipazione nel capitale sociale delle medie e grandi imprese nazionali profittevoli e ritenute strategiche per lo sviluppo del Paese, il finanziamento di progetti industriali e finanziari ritenuti rilevanti per la crescita del sistema economico italiano.

### Attività
L'attività della società si articola in due distinti rami di azienda:
- nell’ambito della "gestione ordinaria", Cassa Depositi e Prestiti può concedere finanziamenti, in via preferenziale in cofinanziamento con enti creditizi, per la realizzazione di opere, impianti, reti e dotazioni, destinati a iniziative di pubblica utilità; investimenti finalizzati a ricerca, sviluppo, innovazione, tutela e valorizzazione del patrimonio culturale, promozione del turismo, ambiente, efficientamento energetico, promozione dello sviluppo sostenibile, green economy; e iniziative per la crescita, anche per aggregazione, delle imprese, in Italia e all’estero. Per far fronte a questa attività, Cassa Depositi e Prestiti utilizza, tra l’altro, fondi del mercato dei capitali o bancario, provenienti dall’assunzione di finanziamenti, dall’emissione di titoli o da altre operazioni finanziarie, in ogni caso senza garanzia dello Stato e con preclusione della raccolta di fondi a vista;[37]
- nell’ambito della "gestione separata", Cassa Depositi e Prestiti può, tra l’altro, concedere finanziamenti allo Stato, alle regioni, agli enti locali, agli enti pubblici e agli organismi di diritto pubblico, per operazioni di interesse pubblico e/o nell’ambito di settori di interesse generale, ad esempio per la realizzazione di infrastrutture di interesse generale, per sostenere l’internazionalizzazione delle imprese e le esportazioni, a favore delle imprese per finalità di sostegno dell’economia e nell’ambito delle attività di cooperazione internazionale allo sviluppo. Per far fronte a questa attività, la società utilizza fondi rimborsabili sotto forma di libretti di risparmio postale e di buoni fruttiferi postali emessi da CDP e distribuiti in esclusiva da Poste Italiane, assistiti dalla garanzia dello Stato italiano ai sensi dell’art.5 del D.L. 30/9/2003, fondi provenienti dall’emissione di titoli, dall’assunzione di finanziamenti e da altre operazioni finanziarie, che possono essere assistiti dalla garanzia dello Stato.[37]

### Dati

#### Dati economici e finanziari
| Esercizio | Utile d'esercizio consolidato (mld €) | Patrimonio netto consolidato (mld €) | Totale attivo consolidato (mld €) | Raccolta (mld €) | Risorse impegnate (mld €) |
| --------- | ------------------------------------- | ------------------------------------ | --------------------------------- | ---------------- | ------------------------- |
| 2024      | 6,0                                   | 48,0                                 | 478,0                             | 398,0            | 24,6                      |
| 2023      | 5,0                                   | 41,8                                 | 475,0                             | 402,7            | 20,1                      |
| 2022      | 6,8                                   | 39,7                                 | 478,1                             | 419,5            | 30,6                      |
| 2021      | 5,3                                   | 35,4                                 | 517,1                             | 406,3            | 23,8                      |
| 2020      | 1,2                                   | 33,7                                 | 512,4                             | 417,1            | 38,6                      |
| 2019      | 3,4                                   | 36,1                                 | 448,7                             | 355,7            | 34,6                      |

#### Long-term rating[47]
- S&P's: BBB+
- Moody's: Baa3
- Fitch: BBB
- Scope: BBB+

## Compagine azionaria
La compagine azionaria della società è così costituita:
- Ministero dell'economia e delle finanze (82,77%), azionista di maggioranza;
- diverse fondazioni bancarie (15,93%); Compagnia di San Paolo, Fondazione Cariplo, Fondazione Cassa di Risparmio di Torino, Fondazione di Sardegna sono le uniche fondazioni cui sono state assegnate tranche di azioni superiori all'1,5%;[24]
- azioni proprie (1,30%).[39]

## Partecipazioni ed investimenti
Struttura del Gruppo CDP al 30 giugno 2024
- CDP Equity (100%)
  - Ansaldo S.p.A (99,6%)
  - Saipem S.p.A (12,8%)
  - Fincantieri S.p.A. (71,3%)
  - Hotelturist S.p.A. (45,9%)
  - Webuild S.p.A. (16,4%)
  - GPI S.p.A. (18,4%)
  - Euronext N.V. (7,8%)
  - Renovit S.p.A (30%)
  - GreenIT S.p.A (49%)
  - Polo Strategico Nazionale S.p.A. (20%)
  - CDP Venture Capital SGR S.p.A. (70%)
  - Fondo Italiano d'Investimento SGR S.p.A. (55%)
  - F2i - Fondi Italiani per le Infrastrutture SGR S.p.A. (14%)
  - Holding Reti Autostradali (51%)
    - Autostrade per l'Italia S.p.A (88,1%)

  - Open Fiber Holdings S.p.A. (60%)
    - Open Fiber S.p.A (100%)

  - Mozart Holdco S.p.A. (14,9%)
    - Maticmind S.p.A (100%)

  - Kedrion Holding S.p.A. (6,6%)
  - CDPE Investimenti (72,1%)
  - Valvitalia S.p.A. (75%)
  - Nexi S.p.A. (8,2%)
  - Trevi Finanziaria Industriale S.p.A. (21,2%)
- CDP Reti (59,1%)
  - Terna S.p.A. (29,8%)
  - Snam S.p.A. (31,3%)
  - Italgas S.p.A. (25,9%)
- Fintecna S.p.A (100%)
- CDP Real Asset S.p.A (70%)
- SIMEST S.p.A (76%)
- Eni S.p.A. (28,5%)
- Poste Italiane S.p.A. (35%)
- Istituto della Enciclopedia Italiana fondata da Giovanni Treccani S.p.A. (6,6%)
- Istituto per il Credito Sportivo (2,2%)
- Elite S.p.A. (15%)
- Redo SGR S.p.A. (30%)
- European Investment Fund (1,1%)

### Housing sociale
Nel 2011, CDP Investimenti Sgr, società di gestione del risparmio della Cassa Depositi e Prestiti realizza la prima operazione bancaria in Italia nel settore dell'edilizia sociale, mediante la sottoscrizione di un fondo immobiliare chiuso e gestito da Banca Marche. Focus gestioni Sgr aveva in programma investimenti per 120 milioni di euro in progetti di edilizia residenziale integrati con strutture assistenziali e socio-sanitarie dedicate agli anziani.

Al 2018, Cassa Depositi Prestiti gestiva 5 fondi immobiliari, di cui il Fondo Investimenti per l’Abitare (FIA) per l'housing sociale e il Fondo FIA2, operante nei settori dello smart housing e del lavoro agile. Oltre a gestire il fondo mediante una sua controllate, Cassa Depositi Prestiti detiene un miliardi di euro del capitale del FIA, al quale aderiscono anche il Ministero delle infrastrutture e dei trasporti, banche, assicurazioni e enti previdenziali italiani. Il fondo a sua volta alimenta 30 fondi locali, che hanno come co-investitori soggetti e pubblici dei territori, raggiungendo una mobilitazione di risorse pari a 3 miliardi di euro. Uno dei progetti in programma a partire dal 2020 è la costruzione di «20.000 alloggi sociali e 2.500 posti letto in residenze temporanee e studentesche su tutto il territorio nazionale».
Dopo dieci anni di operatività nell'ambito dell'housing sociale, a gennaio del 2020 CDP realizza il suo primo intervento diretto nel settore, che corrisponde anche alla prima obbligazione di tipo Social Housing Bond collocata nel mercato italiano. L'operazione del valore di 750 milioni di euro ha ricevuto ordini di importo superiore ai 5 miliardi di euro, per un'obbligazione decennale con cedola dell'1,1% e coupon a scadenza dell'1%. L'operazione appartiene ad un programma di emissioni obbligazionarie del valore di 10 miliardi di euro, che S&P e Fitch hanno valutato con rating BBB, anche rispetto al piano di creazione di valore condiviso e rispetto agli obiettivi ambientali e sociali dell'Agenda 2030 dell'ONU.

## Dati legali ed iscrizioni
Denominazione: Cassa Depositi e Prestiti S.p.A.
Sede legale: Via Goito 4 - 00185 Roma
Codice Fiscale: 80199230584
Partita IVA: 07756511007

### Consiglio d'amministrazione
I componenti del Consiglio di Amministrazione di CDP sono stati designati dal Ministero dell'economia e delle finanze e dalle Fondazioni il 15 luglio 2024.  Il Consiglio di Amministrazione ha quindi confermato Dario Scannapieco Amministratore delegato il 17 luglio 2024.
- Presidente: Giovanni Gorno Tempini
- Amministratore delegato: Dario Scannapieco
- Consiglieri: Matilde Bini, Maria Cannata, Stefano Cuzzilla, Luisa D'Arcano, Francesco Di Ciommo, Luigi Guiso, Giorgio Lamanna, Flavia Mazzarella, Valentina Milani.
- Consiglieri Gestione Separata[58]: Piero Antonelli, Riccardo Barbieri Hermitte, Alessia Grillo, Pier Paolo Italia, Veronica Nicotra, Francesco Soro.